# Bishamakatak
Bishamakatak  es una ciudad censal situada en el distrito de Rayagada en el estado de Odisha (India). Su población es de 8399 habitantes (2011). Se encuentra a 286 km de Bhubaneswar y a 43 km de Rayagada.

## Demografía
Según el censo de 2011 la población de Bishamakatak  era de 8399 habitantes, de los cuales 4280 eran hombres y 4119 eran mujeres. Bishamakatak tiene una tasa media de alfabetización del 85,61%, superior a la media estatal del 72,87%: la alfabetización masculina es del 91,96%, y la alfabetización femenina del 78,86%.